# جانی مایکل سپن

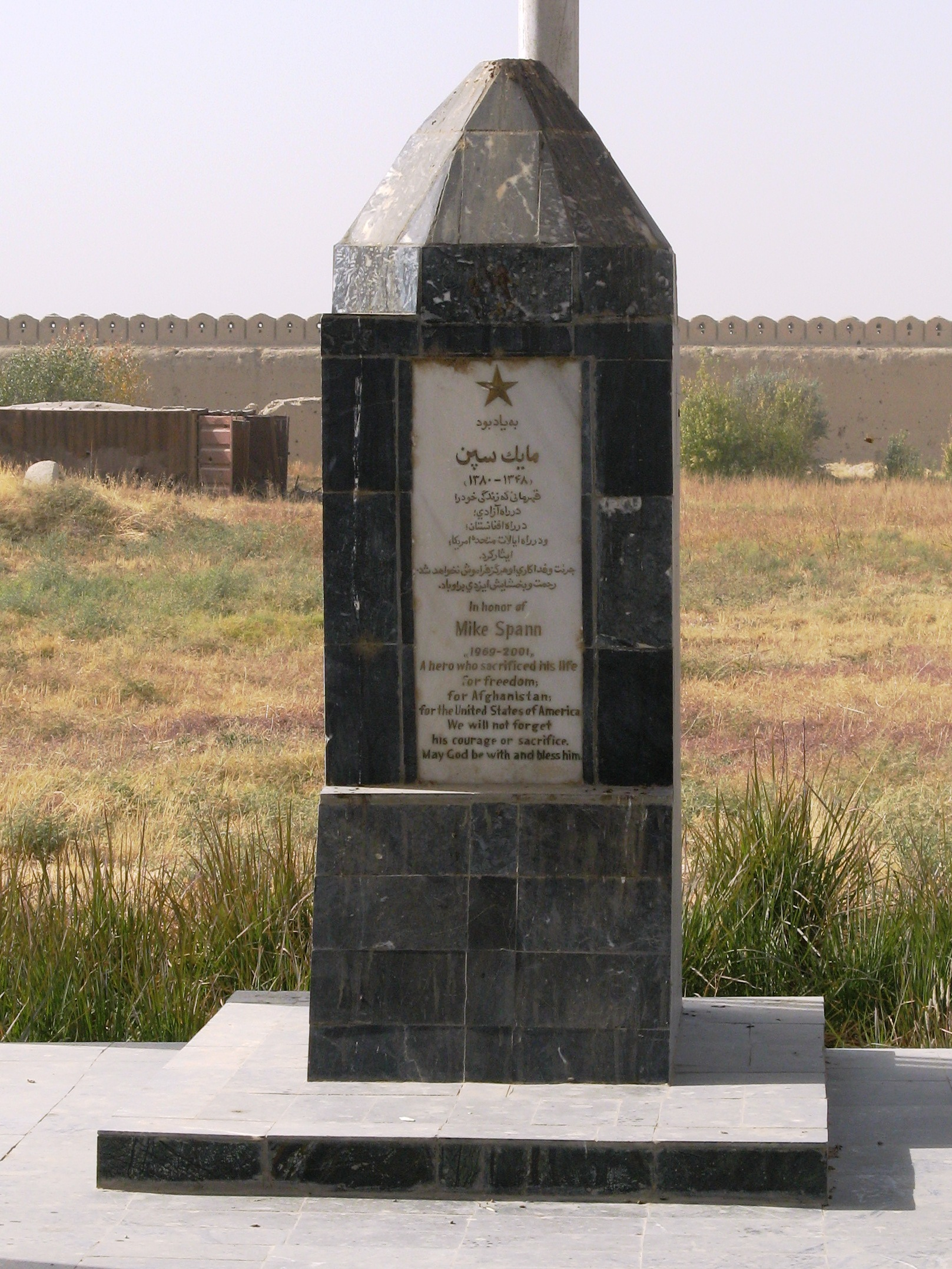
یادوارهٔ مایک سپن در استحکامات قلعهٔ جنگی خارج مزار شریف، افغانستان.

جانی مایکل سپن (۱ مارس ۱۹۶۹ – ۲۵ نوامبر ۲۰۰۱) افسر عملیات شبه‌نظامی آژانس اطلاعات مرکزی بود. سپن اولین آمریکایی کشته‌شده در نبرد طی حملهٔ ایالت متحده به افغانستان بود در سال ۲۰۰۱ بود. او در استحکامات قلعهٔ جنگی و در پی خیزش زندانیان طالبان کشته شد.